# マジック (バンド)
MAGICとは、日本のロカビリーバンドである。1988年から1999年にかけて活動し解散したが、2017年に再結成、活動再開している。

## メンバー

### 前期（1988年 - 1994年）
- 上澤津孝 - ボーカル
- 谷田部憲昭 - ギター → コントラバス（1992年 - 1994年）
- 山口憲一 - ギター（1988年 - 1994年）
- 久米浩司 - ドラム（1988年 - 1994年）
  - 岐阜県出身。血液型A型。The Biscatsボーカル青野美沙稀の父親[1]。
- 炭谷貴士 - コントラバス（1988年 - 1991年）
- 高橋琢巳 - コントラバス（1991年 - 1992年）

### 後期（1994年 - 1999年）
- 上澤津孝 -  ボーカル
- 谷田部憲昭 - コントラバス
- 小坂浩人 - ギター（1994年 - 1998年）
- 菅井敏昭 - ドラム（1995年 - 1997年）

### 再結成（2017年 - ）
- 上澤津孝 -  ボーカル
- 山口憲一 - ギター
- 谷田部憲昭 - コントラバス
- 久米浩司 - ドラム

## 来歴
1988年5月に上澤津孝と炭谷貴士が出会い「MAGIC」を結成。リーゼントにshottの革ジャン、VANSONのレザーパンツ、足元をRED WINGのエンジニアブーツで固めるハードな渋カジスタイルを全国に波及させ、ネオロカビリーブームを巻き起こした。渋谷のPink Dragonを拠点に5人で活動を開始。メジャー・デビュー前からストリートライブが評判を呼び、全国ライブハウスツアーも成功を収める。1990年にメジャー・デビュー。
1991年に炭谷貴士が脱退。炭谷に代わって高橋琢巳が加入するも翌1992年に脱退。その後、谷田部がギターからコントラバス（ベース）にコンバートし、しばらくは上澤津（ボーカル）・山口（ギター）・谷田部（コントラバス）・久米（ドラム）の4人体制で活動。魚海洋司が楽曲プロデュースを担当して1993年に発売したシングル「天使のジェラシー」はテレビ朝日系列ドラマ『ツインズ教師』の主題歌となり、オリコン初登場37位で累計30万枚を売り上げた。ロカビリー人気が高い富山県を中心とした北陸地方では特に大人気で、読売新聞では「国内人気No.1」として紹介されたこともある。
後に方向性の違いから、1994年に山口憲一と久米浩司が脱退。代わって1994年に小坂浩人（ギター）が、1995年に菅井敏昭（ドラム）が、それぞれ加入する。上澤津・谷田部・小坂・菅井の4人体制となった後期は、織田哲郎やNOBODYを音楽プロデューサーに迎えて活動を展開するが、この頃にはロカビリーよりもロックが中心となる。1997年に菅井が脱退し3人体制となり、また長年所属したメルダックを離れトーラスレコードに移籍。1998年にはバンダイ・ミュージックエンタテインメントに再移籍するが、2017年に再結成するまでの時点でラストシングルであった「バーニング･ブルー」発売直前に小坂が脱退した。
最終的にオリジナルメンバーであった上澤津と谷田部の2人だけとなり、1999年春に2人が所属事務所に解散の意向を表明し、解散した。
その後は各自でソロ活動を行ったり、山口、久米（RODEO）ないし上澤津、山口（wface）によるユニットでの活動が一時的に見られたが、2017年、オリジナルメンバーである上澤津、山口、谷田部、久米の4人で再結成し、活動を再開した。
2019年10月1日、21年ぶりとなるシングル「ファイナルカウントダウン」を発売。併せて、結成30周年となる2020年1月にかけて、全国ライブツアーを実施した。

## エピソード
メジャー・デビュー時点でメンバー全員（上澤津、山口、谷田部、久米、炭谷）が刺青を彫っていたなど、当初から『男臭さ』を前面に押し出していた。炭谷は脱退後、地元である富山県で衣料品・雑貨店を経営。2005年にソロアルバムを発売し、音楽活動を再開。
病没した葛西紀明の妹が10代の頃MAGICの大ファンであり、闘病中のためMAGICのライブに行けなかったことをメンバーが知るや、オフに急遽集まり、葛西の妹がいた名寄までメンバー全員で出向いて本人だけのための特別ライブを1994年2月22日に開いた。ただ、当時は上澤津がテレビドラマ「横浜心中」に出演するなどスケジュールがタイトであったため、時間の関係もあり僅か1曲だけの披露に留まった。なお、この時のスポーツ紙の記事の見出しでは『入れ墨バンド』と紹介されていた。そのテレビドラマ「横浜心中」では、上澤津のほか、上澤津が演じた青年のバックバンド役として、当時のメンバー全員が出演した。
山口・久米は、脱退後、新たなバンド「RODEO」を結成して活動し、2000年に解散。山口は谷田部と「JOHNNY KOOL」を結成し、久米は「CROSSFIRE」を結成した。
また山口は上澤津とも再会し、2001年に山口と上澤津で「wface」を結成して活動。MAGIC時代の曲もカバーする。
上澤津はのちに沖縄へ移住してドクターマーチン沖縄などを経営。個人のfacebookでは2013年のソロ活動開始を発表、「琉球グラフィティ」などを発表している。
山口は、他に音楽ユニット「GRETSCH BROTHERS」を結成、2013年には再びLEVI DEXTERとのコラボアルバムを発表。

## ディスコグラフィー

### シングル
|        |      | リリース日     | タイトル                     | 作詞・作曲・編曲                                                                               |
| ------ | ---- | -------------- | ---------------------------- | ---------------------------------------------------------------------------------------------- |
| 前期   | 1st  | 1990年8月21日  | STREET ANGEL                 | 作詞：上澤津孝 作曲：久米浩司 編曲：MAGIC                                                      |
| 前期   | 2nd  | 1991年4月21日  | ブラッディ・マリーの夜       | 作詞：上澤津孝 作曲：山口憲一 編曲：MAGIC                                                      |
| 前期   | 3rd  | 1991年12月16日 | さらば青春の光               | 作詞：すぎやまこうたろう 作曲：山口憲一 編曲：魚海洋司・MAGIC                                  |
| 前期   | 4th  | 1992年8月18日  | GOLDEN SUMMER                | 作詞：船橋孝樹 作曲：久米浩司・魚海洋司 編曲：魚海洋司・MAGIC                                  |
| 前期   | 5th  | 1992年6月25日  | 東京バーニング・タウン       | 作詞：舟橋孝樹 作曲：山口憲一・久米浩司・魚海洋司 編曲：魚海洋司・MAGIC                        |
| 前期   | 6th  | 1993年4月28日  | 天使のジェラシー             | 作詞：舟橋孝樹 作曲：久米浩司・魚海洋司 編曲：魚海洋司・MAGIC シンセサイザーアレンジ：山中紀昌 |
| 前期   | 7th  | 1993年10月21日 | マリアのように抱きしめてくれ | 作詞：上澤津孝 作曲：山口憲一・久米浩司 編曲：MAGIC                                            |
| 後期   | 8th  | 1995年4月21日  | あの夏が聴こえてくる         | 作詞：小田佳奈子 作曲・編曲：織田哲郎                                                          |
| 後期   | 9th  | 1995年7月21日  | SUMMER ROSE                  | 作詞：松井五郎 作曲・編曲：魚海洋司                                                            |
| 後期   | 10th | 1995年10月21日 | パステルカラーに染めてくれ   | 作詞：上澤津孝・松井五郎 作曲・編曲：織田哲郎                                                  |
| 後期   | 11th | 1996年8月21日  | STAND UP, BOY                | 作詞：竜真知子 作曲・編曲：NOBODY                                                              |
| 後期   | 12th | 1997年4月25日  | BABY MAGIC EYES              | 作詞：相澤由美子・NOBODY 作曲・編曲：NOBODY                                                    |
| 後期   | 13th | 1998年11月5日  | バーニング・ブルー           | 作詞・作曲：上澤津孝 編曲：今井裕・MAGIC                                                       |
| 再結成 | 14th | 2019年10月1日  | ファイナルカウントダウン     | 作詞：上澤津孝 作曲：織田哲郎                                                                  |

### アルバム

#### 前期
1. ROCK'A BEAT（1990年8月21日）
2. NOWHERE（1991年4月21日）
3. MAGIC（1992年2月21日）
4. Speed Star（1992年11月21日）
5. ROCK'A BEAT CAFE（1993年10月21日）

#### 後期
1. あの夏が聴こえてくる（1995年5月21日）織田哲郎プロデュース
2. FOOLY COOLLY（1996年8月21日）NOBODYプロデュース
3. BABY MAGIC（1997年6月21日）NOBODYプロデュース
4. 再会（1998年8月21日）

### ベスト・アルバム
1. 天使のジェラシー〜MAGIC Best Collection（1993年6月9日）
2. パステルカラーに染めてくれ〜MAGIC BEST COLLECTION（1995年11月22日）
3. MAGIC SINGLES（1997年7月24日）
4. MAGIC SUPER BEST（2006年8月23日）
5. MAGIC 13 CD BOX "ROCK'A BEAT COLLECTION"（2007年）[12]
6. Dearest Cream Soda with love MAGIC All Time Super Best "Ballad"（2017年10月25日）

### コラボレーション・アルバム
1. Levi Dexter & MAGIC（1993年12月16日）

### VHS/DVD
1. クリームソーダ伝説（1992年11月21日）[13]
2. MAGIC LIVE 龍が降りた夜（1994年3月21日）[14]
3. TEDS（1995年7月21日）[15]
4. PV COLLECTION（DVD：2005年9月21日）[16] - MV制作がなかった「STAND UP, BOY」を除く全シングル、「MAGIC〜俺たちのGroly Days」、ボーナス・ビデオ2曲を収録。ただし「BABY MAGIC EYES」はマスターテープが所在不明でありマスターテープからダビングしたビデオテープでの映像が収録されているため、映像は画質が粗くノイズが入っている。

### 未発表曲
1. STREET ANGEL（インディーズ・バージョン）
2. ROCK'A BEAT（インディーズ・バージョン）
3. バンコックの夜（インディーズ・バージョン）
4. 追憶
5. 19の夏（結成当時のデモ音源）
6. Motorcycle Boy（結成当時のデモ音源）
7. 陽炎（3rdシングル候補曲としてスタジオレコーディング）
8. 涙の長距離電話（8thシングル候補曲としてスタジオレコーディング）
9. 熱いKISSではじめよう（8thシングル候補曲としてスタジオレコーディング。後の9thシングル「Summer Rose」）
10. TOKYO ROSE（AKINAによるシングル曲「Tokyo Rose」の別歌詞。「赤坂泰彦のミリオンナイツ」でデモテープとしてオン・エア）

## タイアップ一覧
| 使用年 | 曲名                                   | タイアップ                                                                              |
| ------ | -------------------------------------- | --------------------------------------------------------------------------------------- |
| 1992年 | Golden Summer                          | テレビ朝日系『TVタイムマシン』エンディングテーマ                                        |
| 1992年 | 東京バーニング・タウン（english ver.） | 日本テレビ系ドラマ『刑事貴族3』後期オープニングテーマ                                   |
| 1993年 | 天使のジェラシー                       | テレビ朝日系 月曜ドラマ・イン『ツインズ教師』オープニングテーマ                         |
| 1993年 | クロスロード                           | フジテレビ系『北野ファンクラブ』エンディングテーマ                                      |
| 1993年 | クロスロード                           | テレビ朝日系『M10』エンディングテーマ                                                   |
| 1993年 | マリアのように抱きしめてくれ           | テレビ朝日系『お茶とUN』オープニングテーマ                                              |
| 1994年 | 17才、BREAKDOWN                        | 日本テレビ系 水曜ドラマ『横浜心中』挿入歌                                               |
| 1994年 | ロカビリー・ザ・キッド                 | 日本テレビ系 水曜ドラマ『横浜心中』挿入歌                                               |
| 1995年 | あの夏が聴こえてくる                   | フジテレビ系『今田耕司のシブヤ系うらりんご』6月度エンディングテーマ                     |
| 1995年 | Summer Rose                            | テレビ朝日系『AXEL』エンディングテーマ                                                  |
| 1997年 | BABY MAGIC EYES                        | サインダンスミュージカル『オズの魔法つかい〜イエロウ ブリック ロード〜』挿入歌/CMソング |
| 1997年 | BABY MAGIC EYES                        | ABCテレビ・テレビ朝日系『金之玉手箱』エンディングテーマ                                 |
| 1998年 | バーニング・ブルー                     | テレビ東京系アニメ『EAT-MAN'98』オープニングテーマ                                      |
| 1998年 | 旅人                                   | テレビ東京系アニメ『EAT-MAN'98』エンディングテーマ                                      |
| 2022年 | ブラッディ・マリーの夜                 | 映画『OLD DAYS』主題歌                                                                  |